# La Salle (Vosges)
Pour les articles homonymes, voir La Salle.
La Salle est une commune française située dans le département des Vosges, en région Grand Est.
Ses habitants sont appelés les Sallois.

## Géographie

### Localisation
La commune est à 1,3 km de La Bourgonce, 2,3 de Nompatelize et 2,8 de Saint-Remy.

### Communes limitrophes
Les communes limitrophes sont La Bourgonce, Jeanménil, Nompatelize et Saint-Remy.
|           | Saint-Remy   |             |
| Jeanménil | La Salle     | Nompatelize |
|           | La Bourgonce |             |

### Géologie et relief
Le relief s'élève vers l'ouest, dans la forêt domaniale du Ban d'Étival, culminant à 628 mètres.

### Hydrographie et les eaux souterraines
Hydrogéologie et climatologie : Système d’information pour la gestion des eaux souterraines du bassin Rhin-Meuse :
Territoire communal : Occupation du sol (Corinne Land Cover); Cours d'eau (BD Carthage),
Géologie : Carte géologique; Coupes géologiques et techniques,
 Hydrogéologie : Masses d'eau souterraine; BD Lisa; Cartes piézométriques.

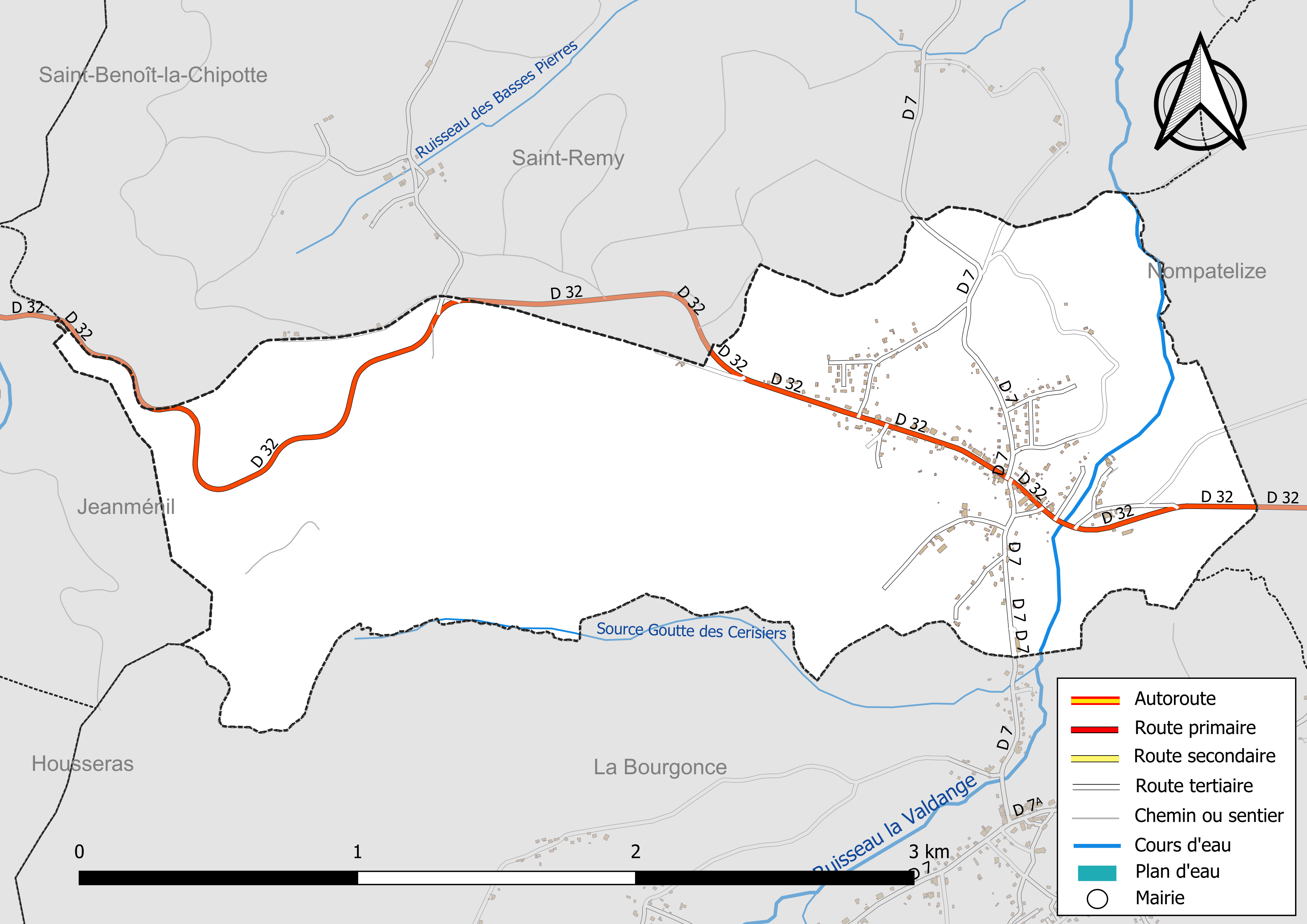
Réseaux hydrographique et routier de la Salle.

La commune est située dans le bassin versant du Rhin au sein du bassin Rhin-Meuse. Elle est drainée par la ruisseau la Valdange et la Source Goutte des Cerisiers,.Cette dernière est située sur le lieu dit de la Loge de Chaufourneau.
La Valdange, d'une longueur totale de 14,8 km, prend sa source dans la commune de La Bourgonce et se jette dans la Meurthe à Étival-Clairefontaine, après avoir traversé cinq communes.
La qualité des cours d’eau peut être consultée sur un site dédié géré par les agences de l’eau et l’Agence française pour la biodiversité.

### Climat
Pour des articles plus généraux, voir Climat du Grand Est et Climat des Vosges.
En 2010, le climat de la commune est de type climat de montagne, selon une étude du Centre national de la recherche scientifique s'appuyant sur une série de données couvrant la période 1971-2000. En 2020, Météo-France publie une typologie des climats de la France métropolitaine dans laquelle la commune est exposée à un climat semi-continental et est dans la région climatique Vosges, caractérisée par une pluviométrie très élevée (1 500 à 2 000 mm/an) en toutes saisons et un hiver rude (moins de 1 °C).
Pour la période 1971-2000, la température annuelle moyenne est de 9,5 °C, avec une amplitude thermique annuelle de 17 °C. Le cumul annuel moyen de précipitations est de 1 130 mm, avec 13,6 jours de précipitations en janvier et 10,6 jours en juillet. Pour la période 1991-2020, la température moyenne annuelle observée sur la station météorologique de Météo-France la plus proche, « Ban-de-Sapt », sur la commune de Ban-de-Sapt à 14 km à vol d'oiseau, est de 10,3 °C et le cumul annuel moyen de précipitations est de 1 027,3 mm. 
La température maximale relevée sur cette station est de 36,9 °C, atteinte le 7 août 2015 ; la température minimale est de −17 °C, atteinte le 19 décembre 2009,,.
Les paramètres climatiques de la commune ont été estimés pour le milieu du siècle (2041-2070) selon différents scénarios d'émission de gaz à effet de serre à partir des nouvelles projections climatiques de référence DRIAS-2020. Ils sont consultables sur un site dédié publié par Météo-France en novembre 2022.

## Urbanisme

### Typologie
Au 1er janvier 2024, La Salle est catégorisée commune rurale à habitat dispersé, selon la nouvelle grille communale de densité à sept niveaux définie par l'Insee en 2022.
Elle est située hors unité urbaine. Par ailleurs la commune fait partie de l'aire d'attraction de Saint-Dié-des-Vosges, dont elle est une commune de la couronne,. Cette aire, qui regroupe 47 communes, est catégorisée dans les aires de 50 000 à moins de 200 000 habitants,.

### Occupation des sols

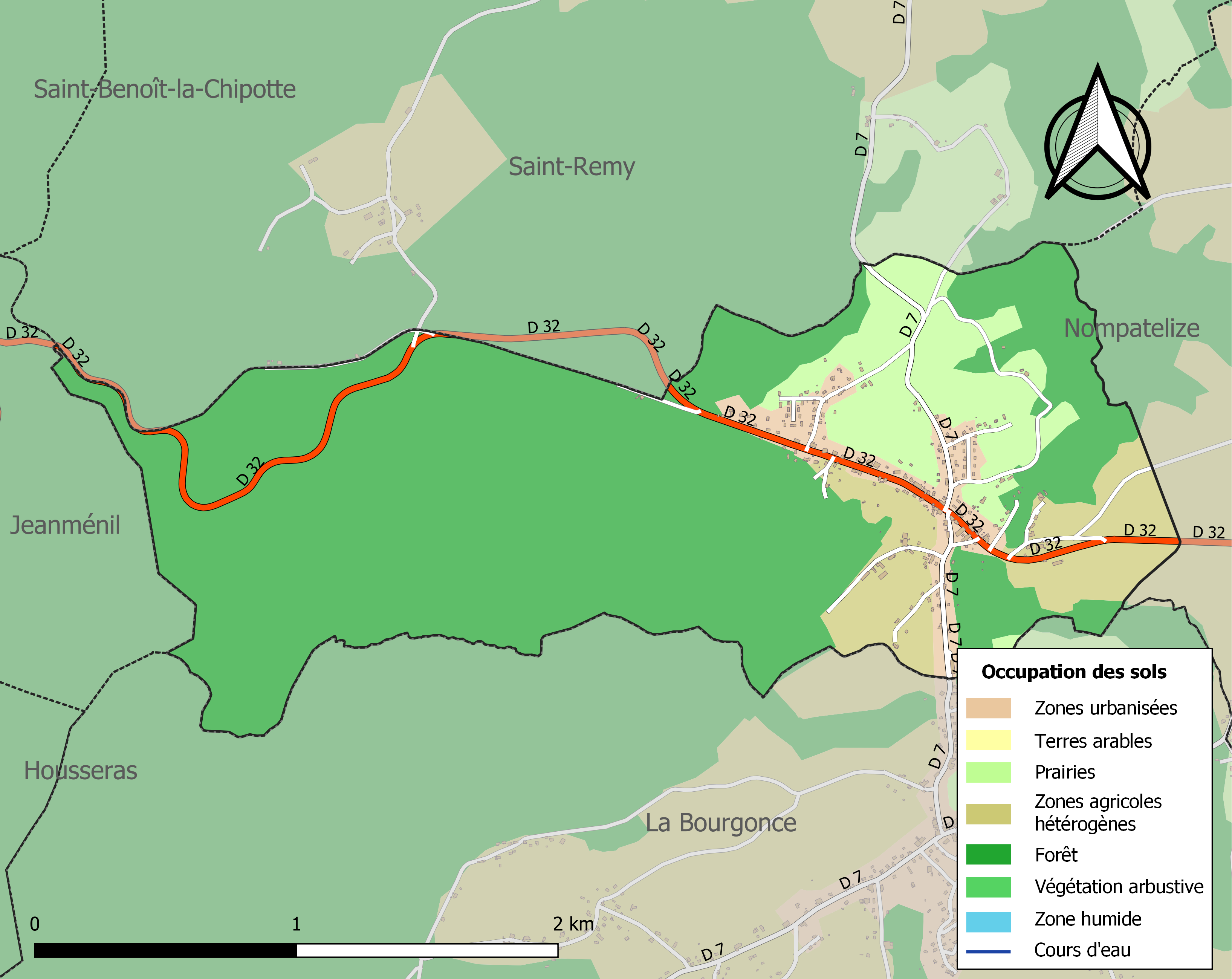
Carte des infrastructures et de l'occupation des sols de la commune en 2018 (CLC).

L'occupation des sols de la commune, telle qu'elle ressort de la base de données européenne d’occupation biophysique des sols Corine Land Cover (CLC), est marquée par l'importance des forêts et milieux semi-naturels (73,4 % en 2018), une proportion identique à celle de 1990 (73,4 %). La répartition détaillée en 2018 est la suivante : 
forêts (73,4 %), prairies (11,4 %), zones agricoles hétérogènes (9,8 %), zones urbanisées (5,4 %). L'évolution de l’occupation des sols de la commune et de ses infrastructures peut être observée sur les différentes représentations cartographiques du territoire : la carte de Cassini (XVIIIe siècle), la carte d'état-major (1820-1866) et les cartes ou photos aériennes de l'IGN pour la période actuelle (1950 à aujourd'hui).

### Morphologie urbaine
Le village s'étire en longueur le long de la route départementale 32.

### Habitat et logement
En 2018, le nombre total de logements dans la commune était de 188, alors qu'il était de 197 en 2013 et de 164 en 2008.
Parmi ces logements, 90,2 % étaient des résidences principales, 1,6 % des résidences secondaires et 8,3 % des logements vacants. Ces logements étaient pour 96,9 % d'entre eux des maisons individuelles et pour 3,1 % des appartements.
Le tableau ci-dessous présente la typologie des logements à la La Salle en 2018 en comparaison avec celle des Vosges et de la France entière. Une caractéristique marquante du parc de logements est ainsi une proportion de résidences secondaires et logements occasionnels (1,6 %) inférieure à celle du département (9,7 %) et à celle de la France entière (9,7 %). Concernant le statut d'occupation de ces logements, 86,4 % des habitants de la commune sont propriétaires de leur logement (86,2 % en 2013), contre 64,2 % pour les Vosges et 57,5 % pour la France entière.
| Typologie                                               | La Salle | Vosges | France entière |
| ------------------------------------------------------- | -------- | ------ | -------------- |
| Résidences principales (en %)                           | 90,2     | 79     | 82,1           |
| Résidences secondaires et logements occasionnels (en %) | 1,6      | 9,7    | 9,7            |
| Logements vacants (en %)                                | 8,3      | 11,3   | 8,2            |

### Voies de communication et transports
La commune est desservie par la RD 32 menant de Saint-Dié-des-Vosges à Rambervillers par le col du Haut du Bois (470 m). La RD 7 qui lui est perpendiculaire mène de La Bourgonce à Saint-Remy

## Toponymie
Le nom de la localité est attesté sous les formes La Salle, ban d’Estival (1551) ; La Salle (1594) ; La Salle ou l’Hoste-du-Bois (1711) ; La Salle ou l’Hôtel-du-Bois (1753) ; La Salle ou l’Hôte-du-bois (1779).

Ce nom vient du germanique salla (« la salle »), on pense qu'il désignait au départ une maison fortifiée, puis une grande maison, de l,oil salle « palais , résidence d'un grand, d'un souverain ».

## Histoire

### Antiquité
Pendant un millénaire, du VIe au IVe siècle av. J.-C., on a extrait la rhyolite dans les carrières des Fossottes et fabriqué des meules pour moudre le grain.
La présence romaine est attestée, elle orienta l'évolution de la forme des meules mais les Romains ont ensuite contribué à l'abandon de la rhyolite vosgienne au bénéfice du basalte.

### Moyen Âge
Le hameau de l’Hôte du Bois, faisant partie du village de La Bourgonce, devient à la fin du XVe siècle le village de La Salle. C’est au cours de cette période qu’un maire syndic est élu dans chacun des deux villages qui forment la paroisse Saint-Denis. Les charges afférentes à celle-ci se répartissant en 3/5 pour La Bourgonce et 2/5 pour La Salle. Le village n'a jamais eu d'église, il dépend au spirituel de La Bourgonce.

### Époque contemporaine
Il existait sur le territoire communal au XIXe siècle une ferme nommée La Caquellerie. Ce nom de domaine privée atteste la présence de coq de bruyère dans les bois voisins et les clairières environnantes, le caqué ou caquel désignant le chant emblématique du coq sauvage.
Première Guerre mondiale. Le centre du village a été entièrement incendié pendant es combats autour de Nompetelier. La commune a été décorée le 22 octobre 1921 de la croix de guerre 1914-1918.
Deuxième Guerre mondiale. 
La commune a été décorée, le 11 novembre 1948, de la Croix de guerre 1939-1945.

## Politique et administration

### Rattachements administratifs et électoraux

#### Rattachements administratifs
La commune se trouve depuis 1926 dans l'arrondissement de Saint-Dié-des-Vosges du département des Vosges.
Elle faisait partie 1801 à 1982  du canton de Saint-Dié, année où celui-ci est scindé et la commune rattachée au canton de Saint-Dié-des-Vosges-Ouest. Dans le cadre du redécoupage cantonal de 2014 en France, cette circonscription administrative territoriale a disparu, et le canton n'est plus qu'une circonscription électorale.

#### Rattachements électoraux
Pour les élections départementales, la commune fait partie depuis 2014 du canton de Saint-Dié-des-Vosges-1
Pour l'élection des députés, elle fait partie de la deuxième circonscription des Vosges.

### Intercommunalité
La Salle était membre de la petite communauté de communes des Hauts Champs, un établissement public de coopération intercommunale (EPCI) à fiscalité propre créé en 1992 et auquel la commune avait transféré un certain nombre de ses compétences, dans les conditions déterminées par le code général des collectivités territoriales.
Dans le cadre des dispositions de la loi portant nouvelle organisation territoriale de la République du 7 août 2015, qui prévoit que les établissements publics de coopération intercommunale (EPCI) à fiscalité propre doivent avoir un minimum de 15 000 habitants, cette intercommunalité a fusionné avec ses voisines pour former, le 1er janvier 2017, la communauté d'agglomération de Saint-Dié-des-Vosges, dont est désormais membre la commune.

### Liste des maires
| Période                                  | Période                     | Identité                 | Étiquette | Qualité                          |
| ---------------------------------------- | --------------------------- | ------------------------ | --------- | -------------------------------- |
| Les données manquantes sont à compléter. |                             |                          |           |                                  |
| 1803 (an XI)                             | 1808                        | M. Tisserand             |           |                                  |
| 1808                                     | 1821                        | M. Gérardin              |           |                                  |
| 1821                                     | 1823                        | M. Bastien               |           |                                  |
| 1823                                     | 1826                        | M. Marcot                |           |                                  |
| 1826                                     | 1831                        | M. Marionnet             |           |                                  |
| 1831                                     | 1833                        | M. Grandidier            |           |                                  |
| 1833                                     | 1838                        | M. Tenette               |           |                                  |
| 1838                                     | 1842                        | M. Fournier              |           |                                  |
| 1842                                     | 1843                        | M. Gerardin              |           |                                  |
| 1843                                     | 1848                        | M. Leclair               |           |                                  |
| 1848                                     | 1850                        | M. Grandidier            |           |                                  |
| 1850                                     | 1856                        | M. Nix                   |           |                                  |
| 1856                                     | 1858                        | M. François              |           |                                  |
| 1858                                     | 1872                        | M. Grandidier            |           |                                  |
| 1872                                     | 1876                        | M. Litique               |           |                                  |
| 1876                                     | 1882                        | M. Thiery                |           |                                  |
| 1882                                     | 1885                        | M. Marcot                |           |                                  |
| 1885                                     | 1889                        | M. Collin                |           |                                  |
| 1889                                     | 1893                        | M. Thiery                |           |                                  |
| 1893                                     | 1897                        | M. Blaise                |           |                                  |
| 1897                                     | 1898                        | M. Thiery                |           |                                  |
| 1898                                     | 1900                        | M. David                 |           |                                  |
| 1900                                     | 1903                        | M. Blaise                |           |                                  |
| 1903                                     | 1906                        | M. Marquaire             |           |                                  |
| 1906                                     | 1913                        | M. Toussaint             |           |                                  |
| 1913                                     | 1922                        | M. Blaise                |           |                                  |
| 1922                                     | 1927                        | M. Marchal               |           |                                  |
| 1927                                     | 1947                        | M. Blaise                |           |                                  |
| 1947                                     | 1953                        | G. Jacquot               |           |                                  |
| 1953                                     | 1959                        | G. Blaise                |           |                                  |
| 1959                                     | 1977                        | P. Hatton                |           |                                  |
| 1977                                     | 1979                        | M. Morel                 |           |                                  |
| 1979                                     | décembre 1988               | Claude Idoux (1929-1988) |           | Mort en fonction                 |
| décembre 1988                            | mars 1989                   | Jean Délon               |           |                                  |
| mars 1989                                | juin 2022                   | Jacques Guyot,           | PS        | Cheminot retraité Démissionnaire |
| juillet 2022                             | En cours (au 18 avril 2023) | Jean-Michel Grandmaire   |           | Retraité de la SNCF              |

## Finances communales

### Budget et fiscalité 2022

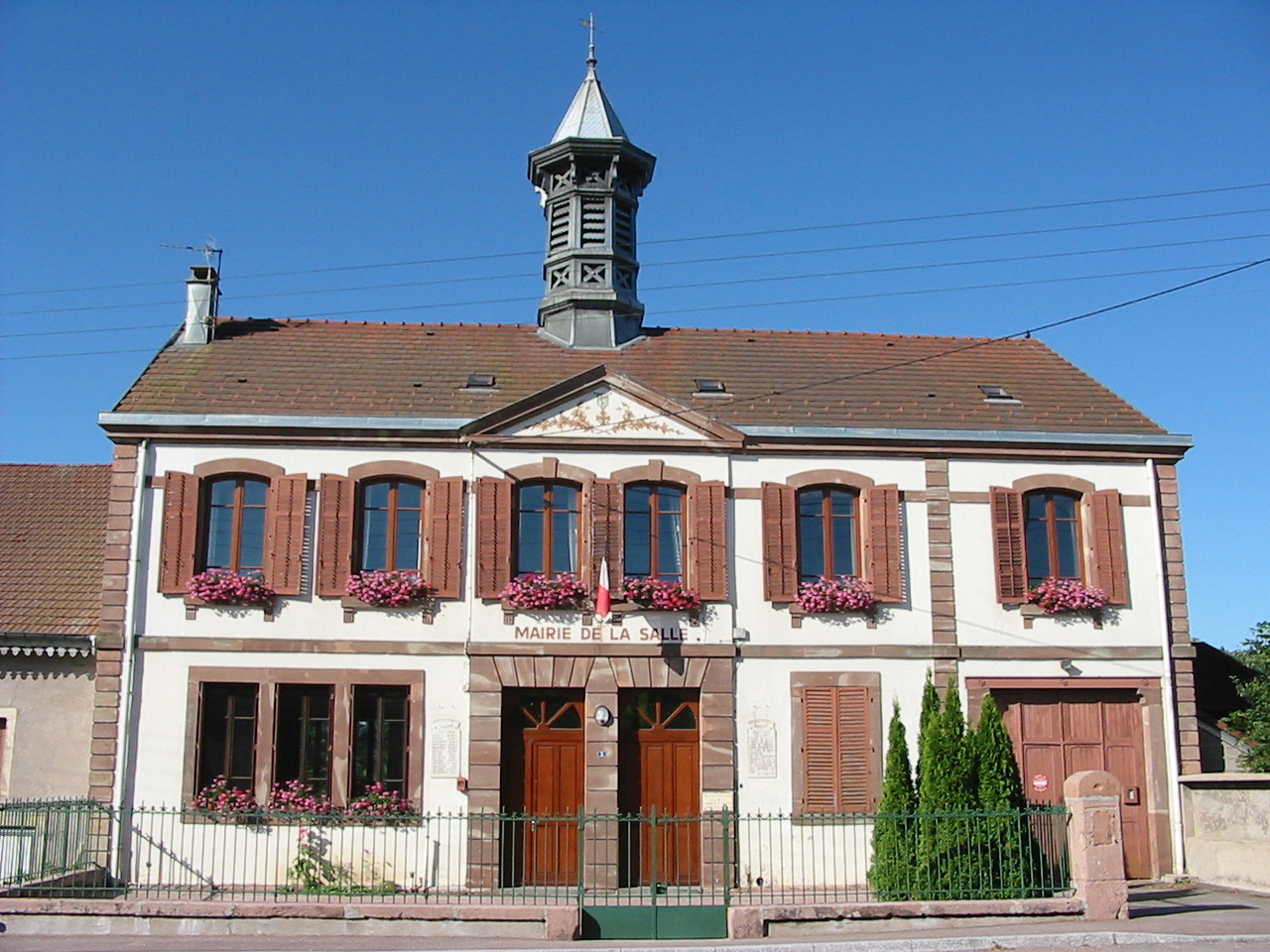
La mairie.

En 2022, le budget de la commune était constitué ainsi :
- total des produits de fonctionnement : 199 000 €, soit 499 € par habitant ;
- total des charges de fonctionnement : 164 000 €, soit 411 € par habitant ;
- total des ressources d'investissement : 177 000 €, soit 444 € par habitant ;
- total des emplois d'investissement : 220 000 €, soit 550 € par habitant ;
- endettement : 189 000 €, soit 474 € par habitant.

Avec les taux de fiscalité suivants :
- taxe d'habitation : 20,88 % ;
- taxe foncière sur les propriétés bâties : 35,02 % ;
- taxe foncière sur les propriétés non bâties : 17,13 % ;
- taxe additionnelle à la taxe foncière sur les propriétés non bâties : 0,00 % ;
- cotisation foncière des entreprises : 0,00 %.

Chiffres clés Revenus et pauvreté des ménages en 2021 : médiane en 2021 du revenu disponible, par unité de consommation : 21 190 €.

## Économie

### Entreprises et commerces

#### Agriculture
- Sylviculture[30] et autres activités forestières[31],[32].

#### Tourisme
- Hébergements et restauration à Les Rouges-Eaux, La Voivre, Jeanménil, Raon-l'Etape, Denipaire, Senones.

#### Commerces
- Commerces et services de proximité.

## Population et société

### Démographie

#### Évolution démographique
L'évolution du nombre d'habitants est connue à travers les recensements de la population effectués dans la commune depuis 1793. Pour les communes de moins de 10 000 habitants, une enquête de recensement portant sur toute la population est réalisée tous les cinq ans, les populations de référence des années intermédiaires étant quant à elles estimées par interpolation ou extrapolation. Pour la commune, le premier recensement exhaustif entrant dans le cadre du nouveau dispositif a été réalisé en 2005.

En 2022, la commune comptait 398 habitants, en évolution de +0,51 % par rapport à 2016 (Vosges : −2,96 %, France hors Mayotte : +2,11 %).
| 1793 | 1800 | 1806 | 1821 | 1831 | 1836 | 1841 | 1846 | 1856 |
| ---- | ---- | ---- | ---- | ---- | ---- | ---- | ---- | ---- |
| 294  | 369  | 408  | 467  | 643  | 678  | 638  | 666  | 600  |

| 1861 | 1866 | 1876 | 1881 | 1886 | 1891 | 1896 | 1901 | 1906 |
| ---- | ---- | ---- | ---- | ---- | ---- | ---- | ---- | ---- |
| 568  | 555  | 622  | 524  | 504  | 492  | 439  | 454  | 405  |

| 1911 | 1921 | 1926 | 1931 | 1936 | 1946 | 1954 | 1962 | 1968 |
| ---- | ---- | ---- | ---- | ---- | ---- | ---- | ---- | ---- |
| 374  | 276  | 269  | 269  | 248  | 175  | 159  | 156  | 181  |

| 1975 | 1982 | 1990 | 1999 | 2005 | 2006 | 2010 | 2015 | 2020 |
| ---- | ---- | ---- | ---- | ---- | ---- | ---- | ---- | ---- |
| 237  | 279  | 288  | 310  | 371  | 376  | 437  | 403  | 392  |

| 2022 | - | - | - | - | - | - | - | - |
| ---- | - | - | - | - | - | - | - | - |
| 398  | - | - | - | - | - | - | - | - |

### Enseignement
Établissements d'enseignements :
- Écoles maternelles et primaires à La Bourgonce, Saint-Remy, La Voivre, Étival-Clairefontaine, Saint-Michel-sur-Meurthe, Nompatelize.
- Collèges à Raon-l'Étape, Saint-Dié-des-Vosges.
- Lycées à Raon-l'Étape, Saint-Dié-des-Vosges.

### Santé
Professionnels et établissements de santé : 
- Médecins à Étival-Clairefontaine, Saint-Michel-sur-Meurthe, Raon-l'Étape, Moyenmoutier, Bertrichamps, Senones.
- Pharmacies à Étival-Clairefontaine, Saint-Michel-sur-Meurthe, Raon-l'Étape, Moyenmoutier, Senones.
- Hôpitaux à Raon-l'Étape, Senones, Baccarat, Rambervillers, Bruyères.

### Cultes
- Culte catholique, Paroisse Sainte-Odile[38], Diocèse de Saint-Dié.

## Culture locale et patrimoine

### Lieux et monuments

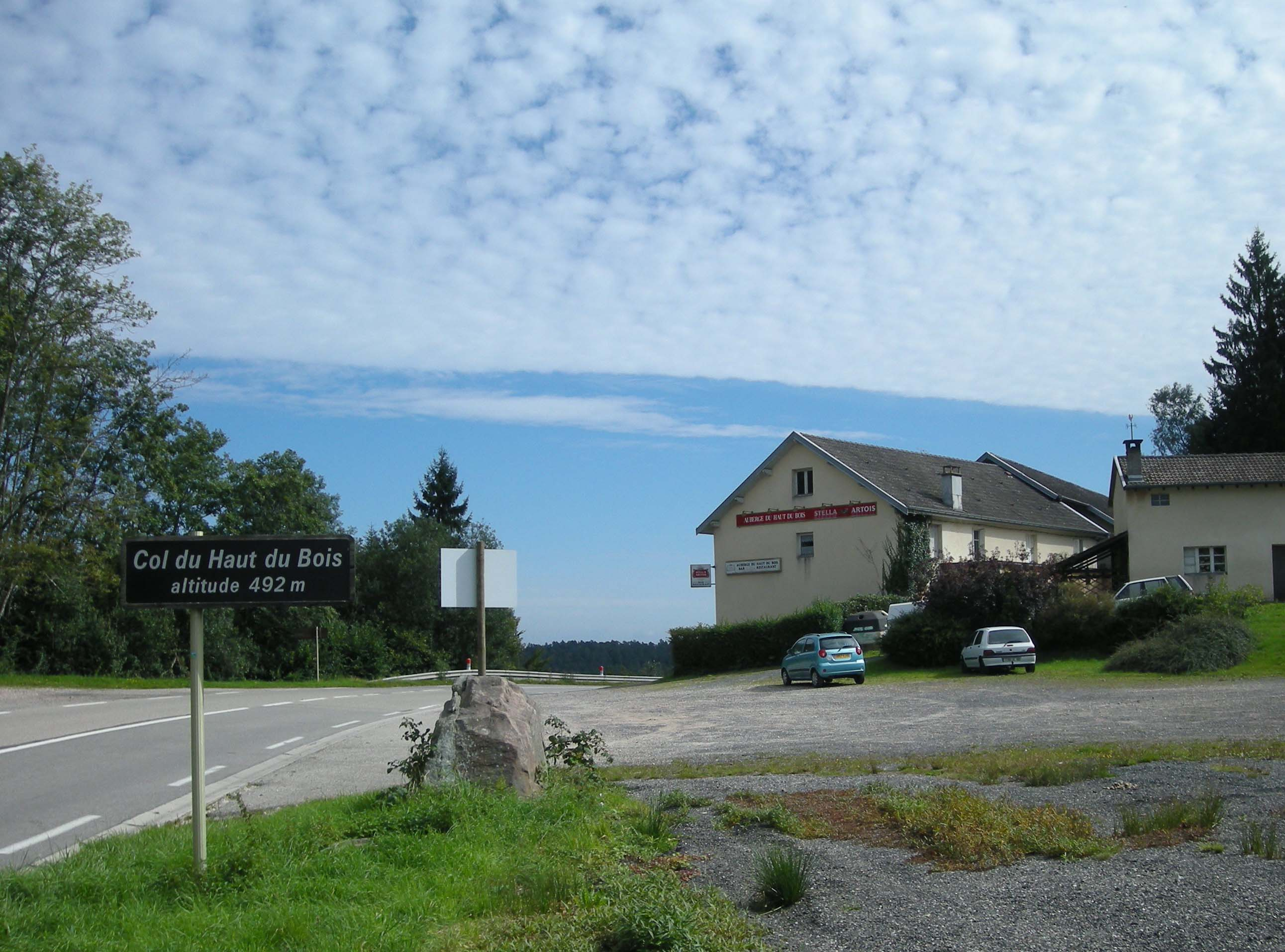
Col du Haut du Bois.
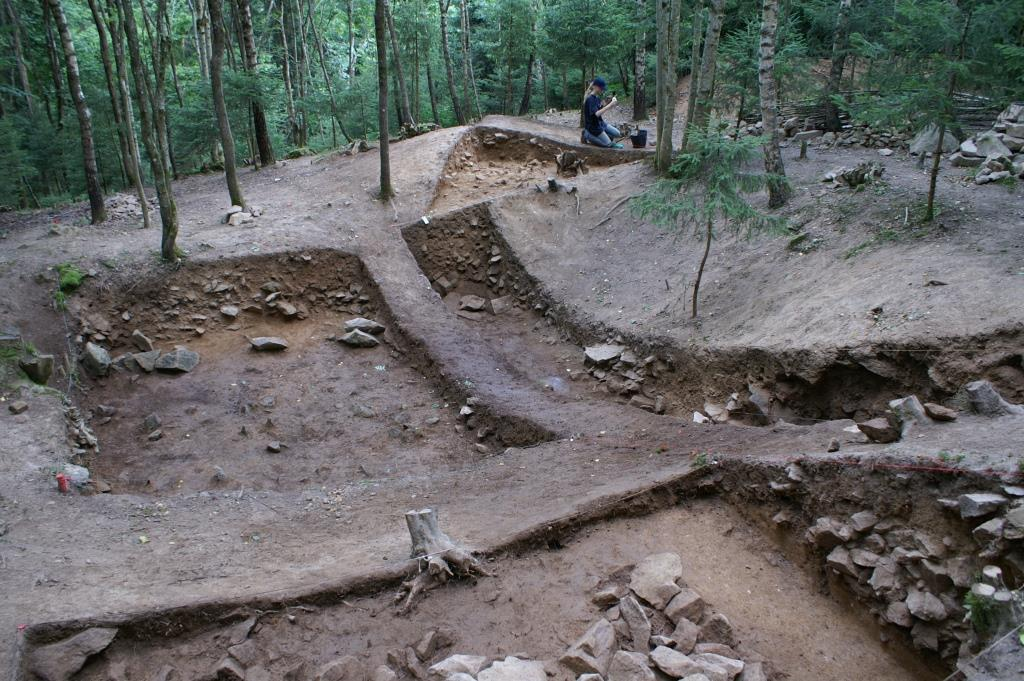
Excavation archéologique 2008 site "Les Fossottes".
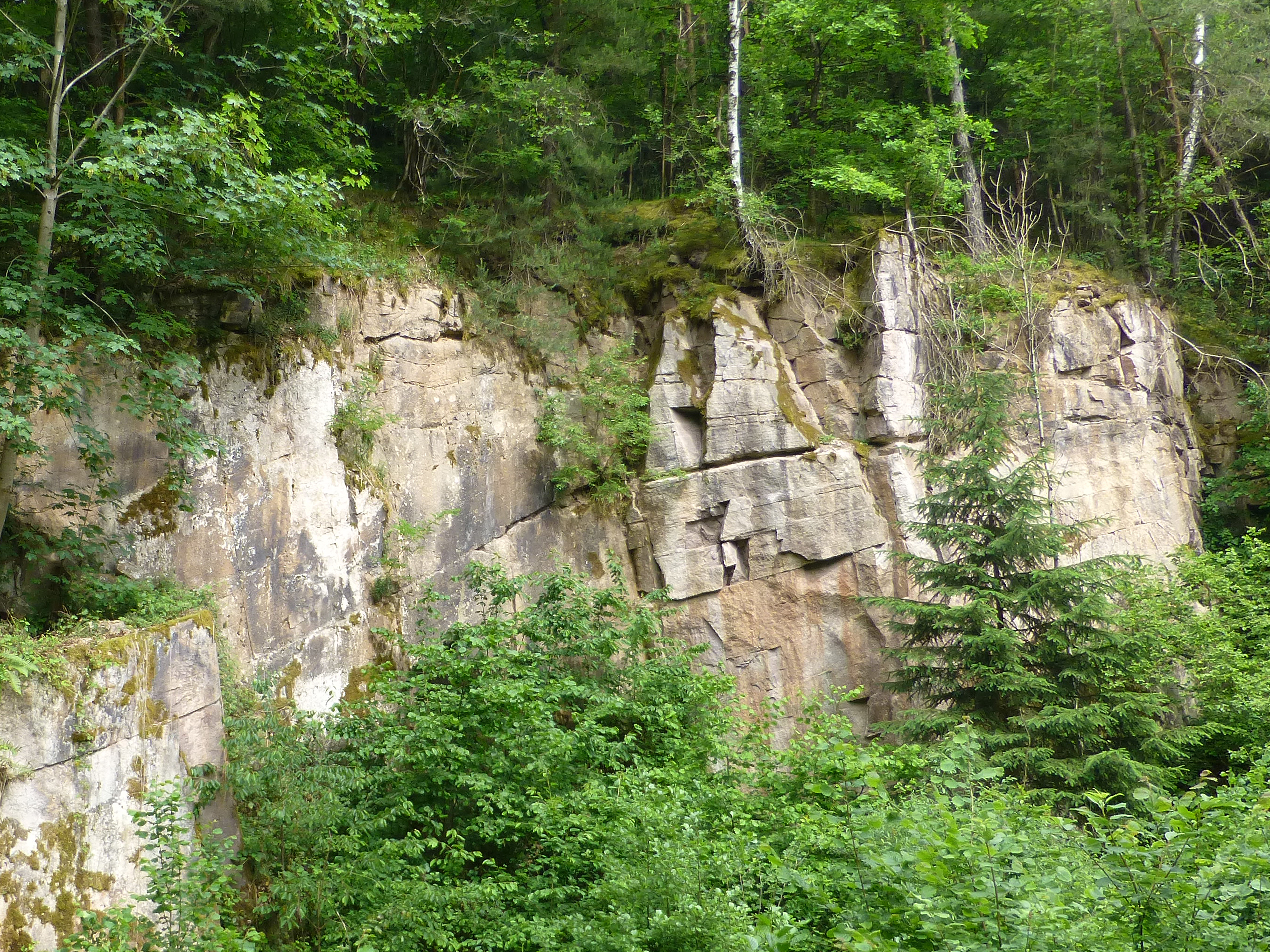
Ancienne carrière de rhyolite des Fossottes.

- Monument aux morts, datant de la Guerre franco-allemande de 1870
- Monument aux morts de la guerre de 1914-1918[39]
- Monument aux morts de la guerre de 1939-1945, mur orné de la Croix de Lorraine situé en face de la mairie[40]
- Nécropole nationale des Tiges à Saint-Dié-des-Vosges 2.608 Français dont 1.182 en 2 ossuaires (1914-1918)[41].
- Patrimoine industriel : Usine métallurgique de l'Hôte-du-Bois[42].
- L'ancienne carrière de rhyolite des Fossottes[43].
- Site archéologique des Fossotes.

### Personnalités liées à la commune
- Charles Alban Fournier, docteur en médecine, écrivain[44].

## Pour approfondir